# Csapó Benő
Csapó Benő (Szentgál, 1953. március 5. – 2023. június 26.) Prima Primissima díjas neveléstudományi kutató, egyetemi tanár a Szegedi Tudományegyetemen, ahol a Neveléstudományi Doktori Iskola és az általa alapított Oktatáselméleti Kutatócsoport vezetője. Az 1995-ben Nagy József alapította MTA-SZTE Képességfejlődés Kutatócsoport 2001. január óta működött a vezetésével.

## Élete
Tanulmányait 1959-ben kezdte a Szentgáli Általános Iskolában. A veszprémi Lovassy László Gimnáziumban 1971-ben érettségizett. Egyetemi tanulmányait 1972-1977 között a József Attila Tudományegyetemen végezte. Okleveles kémia-fizika szakos középiskolai tanár lett 1977-ben. Egyetemi doktori disszertációját 1979-ben védte meg, ezzel pedagógia egyetemi doktori fokozatot szerzett. 1985-ben a neveléstudomány kandidátusa lett. A JATE-n habilitált neveléstudomány témában 1996-ban.  Az MTA doktora címet 2002-ben szerezte meg.
1976-tól a Szegedi Tudományegyetem, illetve jogelődje, a József Attila Tudományegyetem Pedagógia Tanszékén dolgozott. 1987–1990 között tanszékvezető-helyettes volt. 1989-ben Humboldt ösztöndíjas kutató volt a Brémai Egyetemen. 1994–1995 között a Stanford Egyetemen, a Center for Advanced Study in the Behavioral Sciencesen vendégkutató volt. 1995–1999 között tanszékvezető volt a Szegedi Tudományegyetem Pedagógiai Tanszékén. 1997–1999 között a demokratikus gondolkodás fejlesztésével kapcsolatos programban dolgozott a Washingtoni Egyetemen (Seattle, USA).
2001-től vezette az MTA-SZTE Képességfejlődés Kutatócsoportot. Ugyanebben az évben alapító elnökként elindította az azóta minden évben megrendezett Országos Neveléstudományi Konferenciát. A 2003-as és 2012-es PISA-vizsgálatokban a problémamegoldó gondolkodás elméleti kereteit kidolgozó munkacsoportok tagja. 2003-ban vezetésével kezdte meg működését a Neveléstudományi Doktori Iskola. Ebben az évben alapította meg az Oktatáselméleti Kutatócsoportot, melynek égisze alatt valósult meg a Diagnosztikus Mérések Fejlesztése program, és készült el az eDia online tesztplatform. Valamint alapító elnökként elindította a Szegeden évente megrendezett Pedagógiai Értékelés Konferenciát.
2006–2014 között a Pedagógiai Tanszék vezetője. 2007-ben a Budapesten megrendezett 12th Biennial Conference for Research on Learning and Instruction elnöke. 2009–2010 között a 21. századi készségek mérése és tanítása című nemzetközi programban (ATC21S) a Technológia-alapú tesztelés munkacsoport vezetője. 2009–2015 között a Diagnosztikus mérések fejlesztése című projekt szakmai vezetője volt.
2009–2019 között irányította a Szeged Workshops on Educational Evaluation címmel évente megszervezett kutatóműhelyt. 2011–2015 között egy európai természettudomány-tanítás projekt magyarországi munkáinak irányítója volt. 2012–2015 között a Mérési stratégiák a természettudományok kutatás-alapú tanulásához (SAILS) című európai kutatási programban a tartalmi kereteket kidolgozó munkacsomagját irányította. 2014–2015 között az Oktatáselmélet Tanszék vezetője. 2014-ben megalapította a Neveléstudományi Intézetet, amelynek 2017-ig a vezetője is volt. 2019-től a szegedi Dugonics Társaság (Szeged legrégebben alapított, ma is működő egyesülete) elnöke. 2020-tól a Magyar Tudományos Akadémia Közoktatás-fejlesztési Kutatási Programjának vezetője volt.
2023. márciusa óta az egyetem professor emeritusa volt. 2023. június 26-án egy külföldi motorbalesetben életét vesztette. Botka László, Szeged polgármestere, a város saját halottjának nyílvánította.

## Fontosabb kutatási területek
- Kognitív fejlődés
- A fejlődés longitudinális követése
- A képességek fejlődése és fejlesztése
- Az ismeretek közvetítésének és a képességek fejlesztésének integrálása
- A tudás szerveződése, tudáskoncepciók
- Megtanító stratégiák
- Pedagógiai értékelés és mérés, a tesztelmélet, az elszámoltathatóság
- Számítógépek szerepe az oktatásban
- A magyar tanulók iskolai eredményeit meghatározó tényezők vizsgálata nemzetközi kontextusban
- A serdülőkori fejlődést meghatározó társadalmi-kulturális tényezők
- A demokratikus gondolkodás kognitív aspektusai
- A nyelvtanulás és a nyelvtudás országos helyzete

1986-tól több mint 30 kutatási programot irányított témavezetőként, illetve számos hazai és nemzetközi kutatási pályázatban vett részt szervezőként, koordinátorként.

## Publikációs tevékenysége
Szakmai publikációinak száma 559, a munkáira való független hivatkozások száma  6556.
Fontosabb könyvei:
- A kombinatív képesség struktúrája és fejlődése, Akadémiai Kiadó, Budapest, 1988
- Kognitív pedagógia, Akadémiai Kiadó, Budapest, 1992
- A képességek fejlődése és iskolai fejlesztése, Akadémiai Kiadó, Budapest, 2003
- Tudás és iskola, Műszaki Könyvkiadó, Budapest,  2004
- Az előzetesen megszerzett tudás mérése és elismerése. Kutatási zárótanulmány; NFI, Bp., 2005 (Felnőttképzési kutatási füzetek)

Szerkesztésében jelentek meg:
- Az iskolai tudás, Osiris Könyvkiadó, Budapest, 1998
- Az iskolai műveltség, Osiris, Budapest, 2002
- Mérlegen a magyar iskola, Nemzeti Tankönyvkiadó, Budapest, 2012

Társszerkesztője volt az alábbi köteteknek:
- Teaching and learning thinking skills, Swets&Zeitlinger, 1999
- Kognitív és affektív fejlődési folyamatok diagnosztikus értékelésének lehetőségei az iskola kezdő szakaszában, 2011
- Framework for diagnostic assessment of mathematics, 2011
- Framework for diagnostic assessment of reading, 2012
- Framework for diagnostic assessment of science, 2012
- Online diagnosztikus mérések az iskola kezdő szakaszában, 2015
- The nature of problem solving: Using research to inspire 21st century learning, 2017

## Folyóiratok, szerkesztőbizottságok
- A Magyar Pedagógia főszerkesztője (1991-)
- A Learning and Instruction c. folyóirat International Editorial Advisory Board tagja (1990-)
- Az Early Development and Parenting folyóirat International Consulting Board tagja (1992-1996)
- A tanárképzés könyvtára (Vince Kiadó) sorozatszerkesztője (1997-2000)
- Az Advances in Learning and Instruction (Elsevier) Advisory Board tagja (2002-)
- A Tanítás és tanulás (Műszaki Kiadó) sorozatszerkesztője (2004-)
- Az International Journal of Educational Research c. folyóirat Editorial Borad tagja (2003-)
- Az Educational Research Review c. folyóirat International Editorial Advisory Board tagja (2005-)
- A Thinking Skills and Creativity c. folyóirat Editorial Board tagja (2005-)

## Elismerései
- 1997: Kiss Árpád díj; Széchenyi Professzori Ösztöndíj
- 2009: A Magyar Köztársasági Érdemrend lovagkeresztje
- 2015: Prima Primissima díj  a Magyar oktatás és köznevelés kategóriában[14]
- 2016: Szeged város díszpolgára[15]
- 2017: Szentgál Díszpolgára
- 2019: Helsinki Egyetem díszdoktora[16]